# Islandiana holmi
Islandiana holmi là một loài nhện trong họ Linyphiidae.
Loài này thuộc chi Islandiana. Islandiana holmi được Wilton Ivie miêu tả năm 1965.